# Tatterford
Tatterford est un village du Norfolk, en Angleterre.